# World Badminton Grand Prix 2003
Der World Badminton Grand Prix 2003 war die 21. Auflage des World Badminton Grand Prix. Die Turnierserie bestand aus 15 internationalen Meisterschaften.

## Die Sieger
| Veranstaltung       | Herreneinzel          | Dameneinzel    | Herrendoppel                         | Damendoppel                | Mixed                          |
| ------------------- | --------------------- | -------------- | ------------------------------------ | -------------------------- | ------------------------------ |
| Thailand Open       | Ronald Susilo         | Dai Yun        | Yoo Yong-sung Ha Tae-kwon            | Wei Yili Zhao Tingting     | Chen Qiqiu Zhao Tingting       |
| All England         | Muhammad Hafiz Hashim | Zhou Mi        | Sigit Budiarto Candra Wijaya         | Gao Ling Huang Sui         | Zhang Jun Gao Ling             |
| Swiss Open          | Lee Hyun-il           | Zhang Ning     | Flandy Limpele Eng Hian              | Yang Wei Zhang Jiewen      | Jens Eriksen Mette Schjoldager |
| Japan Open          | Xia Xuanze            | Camilla Martin | Flandy Limpele Eng Hian              | Gao Ling Huang Sui         | Zhang Jun Gao Ling             |
| Korea Open          | Kenneth Jonassen      | Mia Audina     | Ha Tae-kwon Kim Dong-moon            | Ra Kyung-min Lee Kyung-won | Kim Dong-moon Ra Kyung-min     |
| Singapur Open       | Chen Hong             | Zhang Ning     | Jens Eriksen Martin Lundgaard Hansen | Yang Wei Zhang Jiewen      | Kim Dong-moon Ra Kyung-min     |
| Indonesia Open      | Taufik Hidayat        | Xie Xingfang   | Sang Yang Zheng Bo                   | Gao Ling Huang Sui         | Kim Dong-moon Ra Kyung-min     |
| Malaysia Open       | Chen Hong             | Zhou Mi        | Kim Dong-moon Lee Dong-soo           | Yang Wei Zhang Jiewen      | Kim Dong-moon Ra Kyung-min     |
| US Open             | Chien Yu-hsiu         | Kelly Morgan   | Tony Gunawan Khankham Malaythong     | Yoshiko Iwata Miyuki Tai   | Tony Gunawan Eti Gunawan       |
| Dutch Open          | Lee Hyun-il           | Yao Jie        | Ha Tae-kwon Kim Dong-moon            | Ra Kyung-min Lee Kyung-won | Ra Kyung-min Kim Dong-moon     |
| Denmark Open        | Lin Dan               | Gong Ruina     | Ha Tae-kwon Kim Dong-moon            | Yang Wei Zhang Jiewen      | Kim Dong-moon Ra Kyung-min     |
| German Open         | Lee Hyun-il           | Zhang Ning     | Flandy Limpele Eng Hian              | Ra Kyung-min Lee Kyung-won | Kim Dong-moon Ra Kyung-min     |
| Hong Kong Open      | Lin Dan               | Zhang Ning     | Lee Dong-soo Yoo Yong-sung           | Gao Ling Huang Sui         | Kim Dong-moon Ra Kyung-min     |
| Chinese Taipei Open | Wong Choong Hann      | Mia Audina     | Ha Tae-kwon Kim Dong-moon            | Ra Kyung-min Lee Kyung-won | Kim Dong-moon Ra Kyung-min     |
| China Open          | Lin Dan               | Zhou Mi        | Lars Paaske Jonas Rasmussen          | Gao Ling Huang Sui         | Zhang Jun Gao Ling             |